# Ngô hoàng hậu (Lưu Bị)
Ngô hoàng hậu (chữ Hán: 吳皇后; ? - 245), là người vợ thứ ba nhưng lại là Hoàng hậu duy nhất của Hán Chiêu Liệt Đế Lưu Bị và là Hoàng hậu đầu tiên của nhà Thục Hán.
Bà là người vợ cuối cùng và là người duy nhất được Hán Chiêu Liệt Đế lập làm Hoàng hậu. Ngoài ra, bà cũng là Hoàng thái hậu duy nhất của triều đại này. Theo dã sử, bà tên là Ngô Hiện (吳莧).

## Tiểu sử
Ngô hoàng hậu nguyên quán ở Trần Lưu (nay là Khai Phong, Hà Nam), từ nhỏ đã mồ côi cả cha lẫn mẹ. Cha bà, không được ghi lại tên trong lịch sử, trước khi chết đã gửi gắm bà cho một người bạn là Lưu Yên ở Ích Châu. Anh trai bà là Ngô Ý, về sau cũng là tướng lĩnh Thục Hán. Lưu Yên nghe thầy tướng số nói bà có quý tướng, sau này có thể làm tới Hoàng hậu, vì vậy muốn cưới làm vợ. Nhưng do ông và cha của bà là bạn bè lâu năm, nếu lấy con bạn thì thật không phải, vì thế Lưu Yên cưới bà cho con trai mình là Lưu Mạo. Lưu Mạo sau đó chết sớm, bà trở thành góa phụ.
Khi Lưu Bị chiếm Ích Châu năm 214, cùng lúc ấy Tôn phu nhân bỏ về Ngô. Quần thần thấy bà xinh đẹp, nết na, nên khuyên Lưu Bị cưới làm chính phu nhân. Lưu Bị nghĩ rằng mình với Lưu Mạo là người cùng họ, lấy bà e là không tiện. Tuy nhiên cuối cùng, do Pháp Chính khuyên nhủ, Lưu Bị quyết định nạp bà làm phu nhân.
Năm 219, bà được phong làm Hán Trung vương hậu. Năm 220, Tào Phi phế Hán Hiến Đế, Lưu Bị bèn xưng Đế, thể hiện ý chí kế tục nhà Hán của họ Lưu. Năm sau (221), Lưu Bị lập bà làm Hoàng hậu.
Năm 223, Lưu Bị qua đời ở Bạch Đế, con trai ông với Cam phu nhân là Lưu Thiện nối ngôi, sau đó tôn bà làm Hoàng thái hậu, cư ngụ cung Trường Lạc (長樂宮). Năm 245, bà qua đời, không rõ bao nhiêu tuổi. Bà được hợp táng cùng Lưu Bị vào Huệ lăng (惠陵), thụy hiệu là Mục hoàng hậu (穆皇后).

## Trong văn hóa
Theo tiểu thuyết Tam quốc diễn nghĩa của La Quán Trung, bà hạ sinh hai con trai là Lưu Vĩnh và Lưu Lý. Nhưng theo Tam quốc chí thì cả hai đều là thứ xuất tức con trai do tì thiếp sinh ra, nên không thể nào là do bà sinh hạ.